# Annay-la-Côte
Annay-la-Côte is een gemeente in het Franse departement Yonne (regio Bourgogne-Franche-Comté) en telt 338 inwoners (1999). De plaats maakt deel uit van het arrondissement Avallon.

## Geografie
De oppervlakte van Annay-la-Côte bedraagt 13,1 km², de bevolkingsdichtheid is 25,8 inwoners per km².
De onderstaande kaart toont de ligging van Annay-la-Côte met de belangrijkste infrastructuur en aangrenzende gemeenten.

## Demografie
Onderstaande figuur toont het verloop van het inwonertal (bron: INSEE-tellingen).